# Craspidospermum verticillatum
Craspidospermum verticillatum là một loài thực vật có hoa trong họ La bố ma. Loài này được Bojer ex Decne. mô tả khoa học đầu tiên năm 1844.